# Памятник Лермонтову (Санкт-Петербург, Лермонтовский проспект)
Памятник М. Ю. Лермонтову — скульптурный монумент русскому поэту и писателю М. Ю. Лермонтову. Установлен в 1916 году в Санкт-Петербурге на Лермонтовском проспекте в Лермонтовском сквере перед зданием Николаевского кавалерийского училища. Автор проекта памятника — скульптор Б. М. Микешин (сын скульптора М. О. Микешина). Памятник является объектом культурного наследия федерального значения.

## История
В 1907 году с инициативой о сооружении в Санкт-Петербурге памятника М. Ю. Лермонтову в выступил начальник Николаевского кавалерийского училища генерал-майор Л. В. Де-Витт, так как Лермонтов был выпускником училища. Памятник предполагалось установить на Ново-Петергофском проспекте перед зданием училища. Средства на сооружение памятника собирались среди выпускников училища, частных лиц и правительственных учреждений. В 1912 году был проведён конкурс проектов памятника, в котором первую премию получил проект Л. А. Дитриха и В. В. Козлова, вторую — Б. М. Микешина, третью — Д. Н. Малашкина. Тем не менее, утверждён был именно проект Микешина, хотя он скорее был известен как художник, а не как скульптор.
Церемония закладки памятника состоялась 1 октября 1913 года. Чуть позже был изготовлен макет памятника в натуральную величину, который установили на месте будущего монумента. Скульптура Лермонтова была изготовлена на бронзолитейном заводе Карла Робекки. Открыть памятник предполагалось 1 октября 1914 года, в канун 100-летия со дня рождения Лермонтова, однако начавшаяся Первая мировая война помешала этим планам. В итоге памятник открыли 9 мая 1916 года, в канун 75-летия со дня его смерти. В том же году Ново-Петергофский проспект был переименован в Лермонтовский.

## Описание
М. Ю. Лермонтов запечатлён в военной форме сидящим в кресле. На его плечо накинута шинель. На пьедестале из красного полированного гранита бронзовый барельеф с доспехами, лирой и венком. Под ним — надпись накладными буквами: «М. Ю. / Лермонтову / 1814—1841». Ниже — бронзовая морда льва. На обратной стороне пьедестала перечислены основные произведения Лермонтова: «Демон», «Ангел», «Бородино», «Герой нашего времени», «Песня про купца Калашникова», «Пророк», «Отчизна», «Валерик», «Мцыри», «Спор». От пьедестала в стороны отходят полукругом две гранитные скамьи, завершающиеся тумбами с бронзовыми светильниками на львиных лапах.
По мнению историка искусств В. Г. Исаченко, памятник является неудачным, так как в нём отсутствует образное начало. О том, что памятник посвящён именно Лермонтову, можно понять только по надписи на пьедестале.